# Xysticus labradorensis
Xysticus labradorensis là một loài nhện trong họ Thomisidae.
Loài này thuộc chi Xysticus. Xysticus labradorensis được Eugen von Keyserling miêu tả năm 1887.